# Signalisation (télécommunication)
Pour les articles homonymes, voir Signalisation.
 (novembre 2024).
Motif : Parle-t-on du sens 1, 2 ou 3 (cf. RI) ?
En télécommunication, la signalisation peut désigner : 
- l'utilisation de signaux pour contrôler des communications
- L'échange d'information permettant l'établissement et le contrôle d'un circuit de télécommunication et la gestion du réseau, en opposition avec le transfert de données utilisateurs.
- L'envoi d'un signal par une terminaison en émission d'un circuit de télécommunication pour informer un utilisateur situé sur la terminaison en réception qu'un message doit être envoyé.

La signalisation des systèmes peut être classée selon leurs propriétés principales comme décrit ci-dessous.

## Signalisation inband
Les signaux permettant l'établissement du service de communication sont véhiculés par le même canal que les données ou la voix. Ce type de signalisation était celui utilisé historiquement en téléphonie fixe de type RTC et reste encore utilisé dans certains cas.

## Signalisation hors-bande
La signalisation hors-bande ou signalisation par voie commune se fait sur un canal dédié qui est différent de celui des données ou de la voix. Ce canal dédié est appelé lien de signalisation. La version la plus répandue dans les réseaux téléphoniques fixes et les premières générations de réseaux mobiles était le système de signalisation #7 (SS7) et sa variante Sigtran. Il est remplacé par le protocole SIP sur les réseaux récents en VOIP et les réseaux mobiles 4G / LTE.